# Thaumatocrinus jungerseni
Thaumatocrinus jungerseni is een haarster uit de familie Pentametrocrinidae.
De wetenschappelijke naam van de soort werd in 1923 gepubliceerd door Austin Hobart Clark.